# Прикордонна Улашанівка
Прикордонна Улаша́нівка — село в Україні, у Ганнопільській сільській громаді Шепетівського району Хмельницької області. Населення становить 221 особу.

## Географія
Село розташоване на заході Славутського району, на відстані 14 км від автошляху Н25 та 25 км від районного центру м. Славута.
Сусідні населені пункти:

## Історія

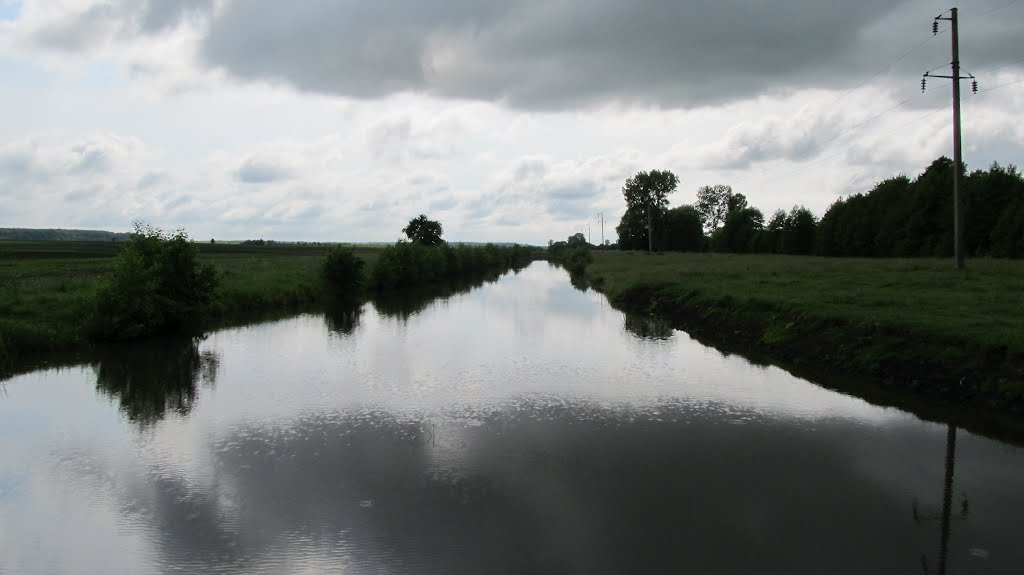
Річка у Прикордонній Улашанівці

Вперше згадане у фрагменті ревізії володінь Олександра Острозького перед поділом їх між дочками у 1620 році.
Sioło Wlaszynowka. Tenże pan Siemen Kryczewicz trzyma. Osiadłosć poddanych — Iwan Szust, Kireicha wdowa. Zagrodnicy — Szustow zięć Iwan; Charko Oleszkow pasynek; Masiuk; Pustycha wdowa. Powinność tych poddanych tak, jako y w inszych wsiach — tak w robocie, jako y w podatkach.
Неподалік села знаходиться урочище Проволока, де було розташоване село з такою ж назвою, згадане під час поділу між Острозькими у 1753 році. На підставі Кульбишівської угоди було подароване Яблоновським.
Село колись зі всіх сторін було оточене лісами. На кінець 19 століття населення складали селяни і збіднілі боярські родини. Будинки бояр відрізнялись від селянських присутністю ґанків.
У 1906 році село Аннопільської волості Острозького повіту Волинської губернії. Відстань від повітового міста 27 верст, від волості 8. Дворів 59, мешканців 408.
7 (20) листопада 1917 року, відповідно до Третього Універсалу Української Центральної Ради, увійшло до складу Української Народної Республіки.
У 1921 році, внаслідок Ризького договору відразу за Улашанівкою проліг кордон між СРСР та Польщею. Прикордонна застава знаходилася спочатку в Хонякові, а в 1925 році була перенесена в Улашанівку.
У 1930–1931 роках, під час примусової колективізації, тут був створений колгосп «Червоний прикордонник», а до назви села внаслідок цього додалося слово «Прикордонна». У 1950 році цей колгосп був об'єднаний з колгоспом «Шлях Жовтня» (Хоняків) та імені Горького (Понора).
14 серпня 1944 року неподалік села відбулася сутичка між вояками УПА та силами Славутського РВ НКВС, у результаті якої загинуло 6 упівців, 3 бійці карального загону НКВС та їх провідник.
21 вересня 1947 року в селі за доносом конфісковано в населення 12 листівок УПА, а власників листівок репресовано
Нині землі села обробляються ТОВ «Євроінвестбуд».
12 червня 2020 року, відповідно до розпорядження Кабінету Міністрів України № 727-р «Про визначення адміністративних центрів та затвердження територій територіальних громад Хмельницької області», увійшло до складу Ганнопільської сільської територіальної громади
19 липня 2020 року, в результаті адміністративно-територіальної реформи та ліквідації Славутського району, село увійшло до складу новоутвореного Шепетівського району.

## Населення
Розподіл населення за рідною мовою
Згідно з переписом УРСР 1989 року чисельність наявного населення села становила 351 особа, з яких 159 чоловіків та 192 жінки.
За переписом населення України 2001 року в селі мешкало 217 осіб.
Станом на 1 січня 2011 року в селі проживало 164 особи. З них: дітей дошкільного віку — 7, шкільного віку — 24, пенсіонерів — 65, працюючих громадян — 55.

### Мова
Розподіл населення за рідною мовою за даними перепису 2001 року:
| Мова       | Відсоток |
| ---------- | -------- |
| українська | 99,55 %  |
| російська  | 0,45 %   |

## Транспортне сполучення
Славута — Прикордонна Улашанівка (кількість рейсів — 2)

## Уродженці
- Бабійчук Дмитро Михайлович (* 1984) — український самбіст, Заслужений майстер спорту України, багаторазовий чемпіон України та чемпіон Європи із самбо[10].
- Бабійчук Іван Антонович (* 4 липня 1944 — † 17 жовтня 2015) — український майстер художньої деревообробки, різьбяр, художник. Заслужений майстер народної творчості України.